# Oropos
Oropos (tiếng Hy Lạp: ?) là một khu tự quản ở vùng Attiki, Hy Lạp. Khu tự quản Oropos có diện tích 338 km², dân số theo điều tra ngày 18 tháng 3 năm 2001 là 29542 người.